# 이다혜 (바둑 기사)
이다혜(李多慧, 1985년 10월 27일 ~ )는 대한민국의 프로바둑기사이다.

## 개요
2000년 한국기원에 입단했으며, 2007년 여류명인전 제8회에서 루이나이웨이를 상대로 2대0으로 패해 준우승한다. 2005년과 2008년 정관장배 세계여자바둑최강전에 한국대표로 활약했다. 대한민국의 여자기사회에서 진행하는 군부대 바둑보급에 2009년부터 2014년까지 참여하는데 여기서 얻은 노하우로 2011년에 동료기사인 백지희 2단과 함께 성인용 바둑입문서 '장인어른 따라잡기'를 출간한다. 2013년 12월에는 tvN의 《더 지니어스: 룰 브레이커》에 출연하기도 한다. 2014년에는 바둑TV에서 초급자용 입문 강좌 프로그램 '열려라 바둑'을 진행하였으며, 이를 바탕으로 '이다혜의 열려라 바둑'이라는 책을 출간한다. 성인을 대상으로 한 교육시설인 '꽃보다바둑센터'를 운영하고 있고 온라인, 방송 등을 통해서도 바둑보급을 해오고 있다. 이다혜는 2016년 알파고 대 이세돌의 마지막 5국 심판을 맡는데, 여기서 영감을 얻어 2016년부터 바둑과 코딩 교육을 결합한 교육업체인 '코드스톤'의 대표로 자리하게 된다. 2018년 7월, 5단으로 승단했다.

## 학력
- 서울갈산초등학교
- 충암중학교
- 선린인터넷고등학교
- 한국외국어대학교 일본어학과

## 약력
- 1999년 제2회 삼성카드배 여류아마최강부 준우승, 전바협 유단자부 준우승
- 2000년 입단
- 2006년 제8기 여류명인전 준우승

## 방송
- 2013년 tvN 《더 지니어스: 룰 브레이커》